# محوطه شهر کوهیج
محوطه شهر کوهیج در شهرستان بستک، بخش جناح، دهستان جناح، شهر کوهیچ، ۲ کیلومتری جنوب شهر واقع شده و این اثر در تاریخ ۱۲ شهریور ۱۳۸۶ با شمارهٔ ثبت ۱۹۴۵۴ به‌عنوان یکی از آثار ملی ایران به ثبت رسیده است.